# Sydney Chedgzoy
Sydney Chedgzoy (17 tháng 2 năm 1911 – 1983) là một cầu thủ bóng đá người Anh thi đấu ở vị trí tiền vệ chạy cánh cho nhiều câu lạc bộ ở Football League và non-league trong thập niên 1930.
Ông là con trai của cầu thủ bóng đá Everton và đội tuyển quốc gia Anh, Sam Chedgzoy (1889–1967).